# Cheminon
Cheminon település Franciaországban, Marne megyében. Lakosainak száma 595 fő (2022. január 1.). Cheminon Maurupt-le-Montois, Beurey-sur-Saulx, Pargny-sur-Saulx, Mognéville, Sermaize-les-Bains és Trois-Fontaines-l’Abbaye községekkel határos.

## Népesség
A település népességének változása:
| Lakosok száma | 705  | 736  | 707  | 623  | 623  | 617  | 609  | 604  | 601  | 595  |
|               | 1968 | 1982 | 1990 | 2006 | 2013 | 2015 | 2017 | 2019 | 2020 | 2022 |